# Winkeln (St. Gallen)
Winkeln ist das westlichste Quartier der Schweizer Stadt St. Gallen mit knapp 4300 Einwohnern.

## Geografie

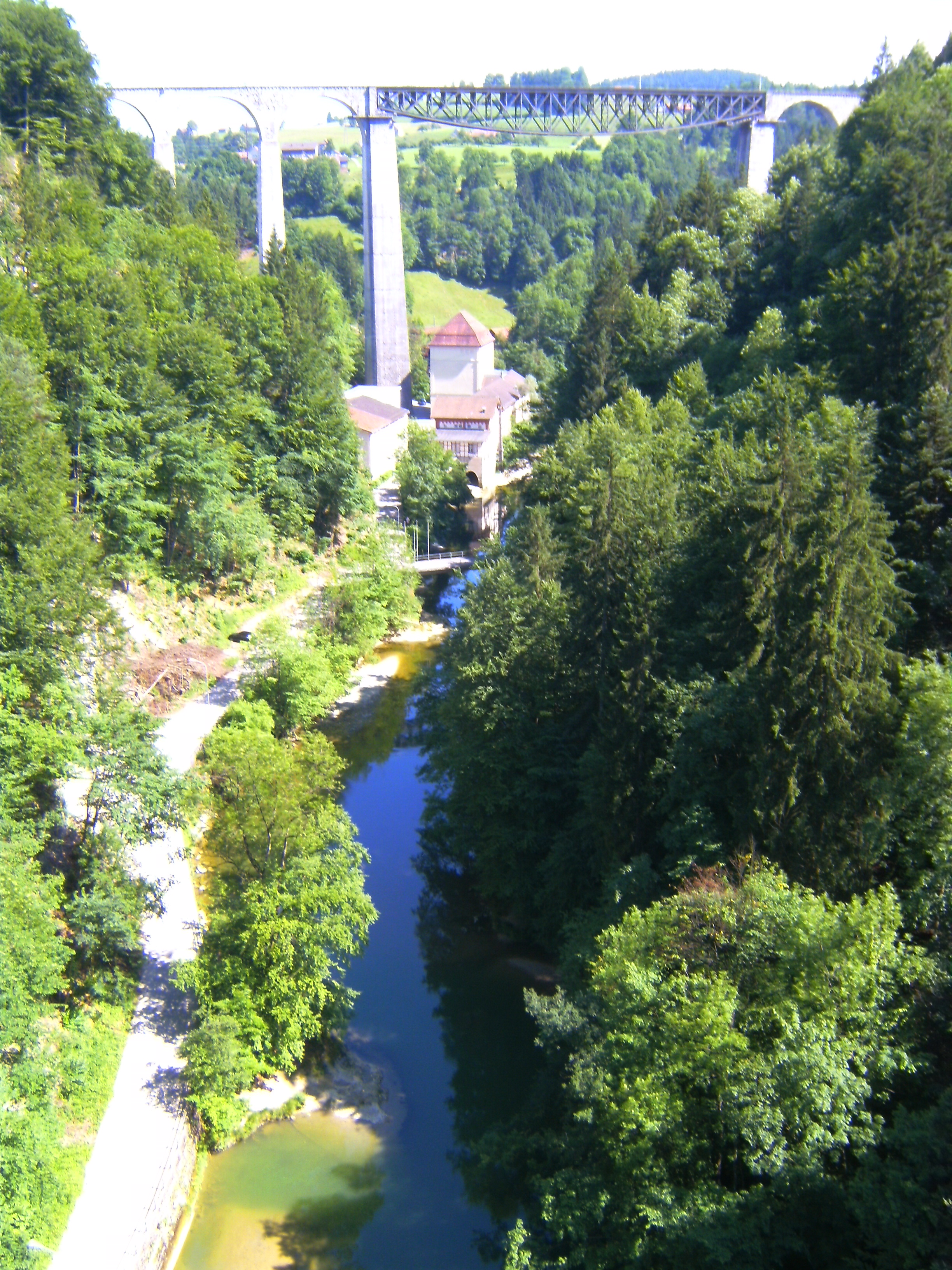
Sitter mit SOB-Eisenbahnbrücke und Kraftwerk Kubel

Winkeln ist das Stadtquartier, das sich geografisch am deutlichsten von der Stadt abgrenzt, da im Osten der tiefe Graben der Sitter eine deutliche natürliche Grenze zu den Quartieren Bruggen und Lachen darstellt. Der Weg in die Stadt führt daher immer über eine der Sitterbrücken. Im Süden befindet sich das Naherholungsgebiet Gübsensee, auf dessen südlicher Seite die Gemeindegrenze zu Herisau verläuft. Im Westen verläuft die Grenze zu Gossau vom Alten Zoll dem Wiesenbach entlang, durch das Breitfeld bis auf den Hafnersberg. Im Norden verläuft sie knapp nördlich der Autobahn A1, allerdings gehört das gesamte Gründenmoos noch zur Gemeinde St. Gallen und damit zu Winkeln.
Das Quartier besteht aus mehreren ehemaligen Siedlungen: Kräzern oberhalb des bis zur Fertigstellung der Fürstenlandbrücke 1941 wichtigsten Sitterübergangs; Bild nördlich des Weihers mit demselben Namen; Altenwegen am Weg nach Abtwil; Hafnersberg am Hügel auf der Nordseite; Schoretshueb ganz im Westen und Winkeln selbst. Bis auf die Häusergruppe im Hafnersberg sind heute alle diese Siedlungen zusammengewachsen, die Namen sind jedoch nach wie vor in Gebrauch.
Mehrere Gewässer prägen das Ortsbild: Im Osten die Sitter, im Süden der Gübsensee, im Westen und Norden der Wiesenbach und im Zentrum der Bildweiher, der vom Walkebach durchflossen wird und in den Chräzerenbach mündet. Dieser fliesst in die Sitter ab.

## Geschichte

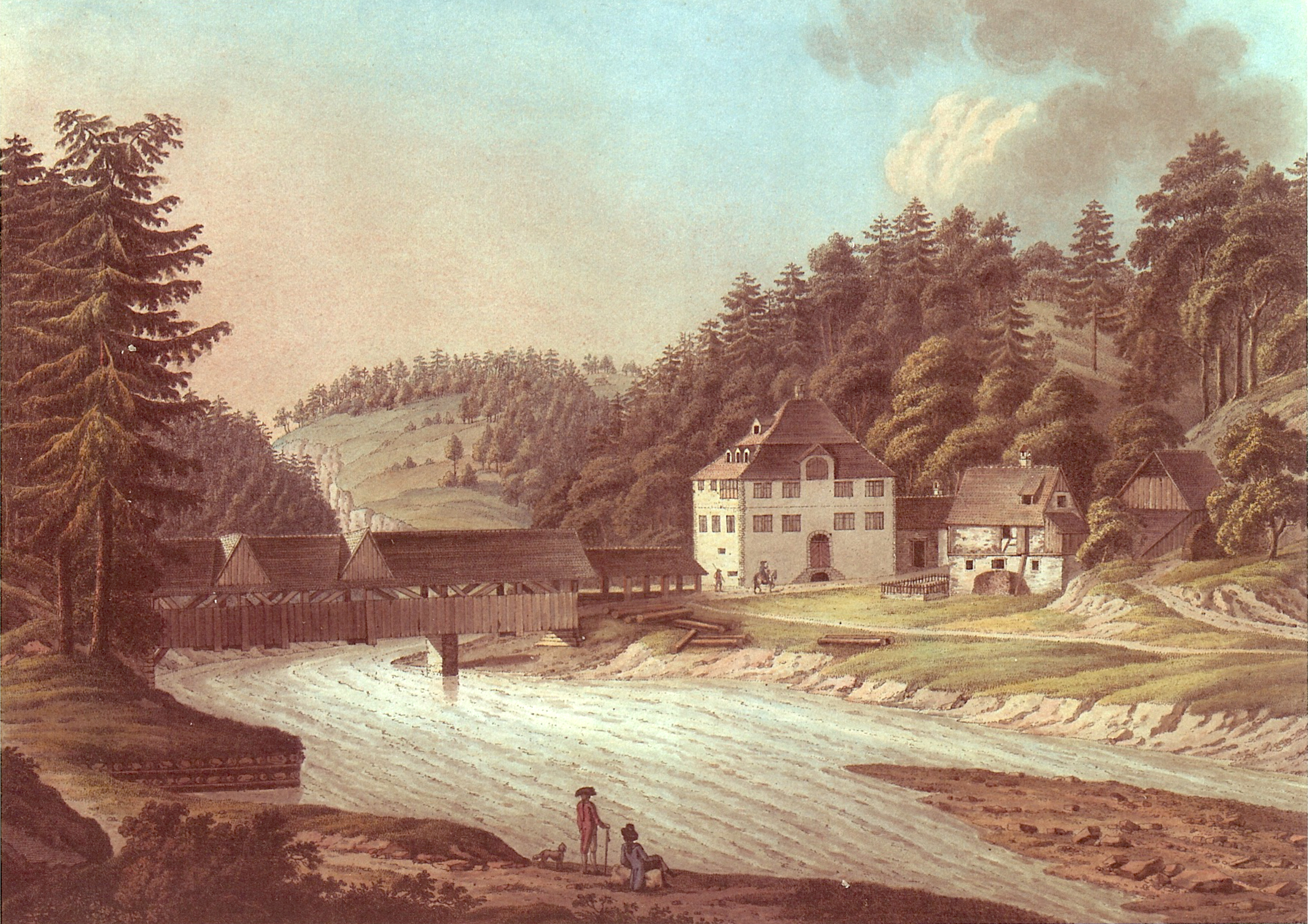
Übergang über die Sitter (um 1790)

Am Bild, wo heute die Bildkapelle steht, fand 1208 die Schlacht zwischen Fürstabt Ulrich von Sax von St. Gallen und Bischof Wernher von Konstanz statt. Streitpunkt war die Zugehörigkeit der Burg Rheineck zu St. Gallen oder Konstanz. Ulrich von Sax musste eine Niederlage eingestehen.
Winkeln wird bis heute massgeblich von der Industrie geprägt. Heute findet sich zwischen Autobahn und Eisenbahnlinie, auf der ganzen Strecke bis nach Gossau, eines der grössten Industriegebiete der Ostschweiz, darunter die Verteilzentren von Coop, Migros und Spar, der Schlachthof und die Tagblatt-Druckerei. 
Auch früher war insbesondere das Gebiet am Chräzerenbach mit seinen Mühlen wirtschaftlich bedeutend. Seit Fürstabt Beda Angehrn in den 1770er-Jahren die neuen Strassen von St. Gallen durch Winkeln nach Wil und nach Herisau gebaut hatte, war der Sitterübergang zu einem bedeutenden Handelsweg geworden. Die erste Steinbrücke über die Sitter wurde 1811 errichtet.
In Winkeln befand sich von 1919 bis 1931 auf dem Breitfeld auch das einzige Flugfeld und dann auch Flugplatz den St. Gallen je hatte und vom Flugpionier Walter Mittelholzer gegründet worden war.

## Verkehr und Infrastruktur

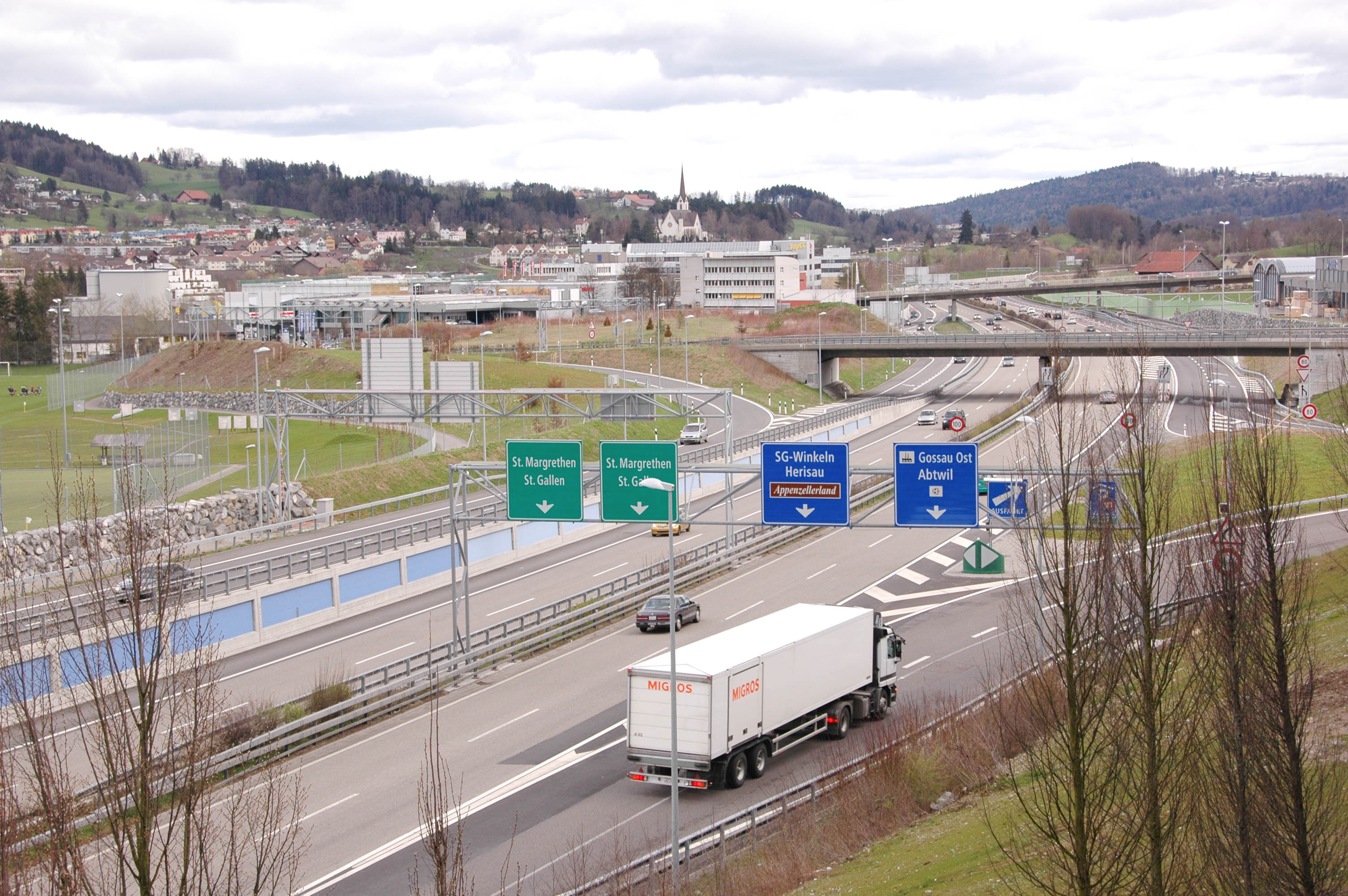
Verkehrsknotenpunkt Autobahnausfahrt Winkeln

Winkeln ist mit der A1 direkt an das schweizerische Autobahnnetz angeschlossen. Weitere wichtige Strassen führen nach Herisau und Abtwil. Der SBB-Bahnhof von Winkeln liegt an der Strecke St. Gallen–Wil–Winterthur und wird von Regionalzügen angefahren. An der Bahnstrecke von St. Gallen nach Herisau gibt es oberhalb des Gübsensees eine Haltestelle, die aber nicht mehr bedient wird. Gleiches gilt bereits seit 1913 für die Strecke Gossau–Wasserauen. Die Trolleybuslinien 1, 2, 3 und 4 der Verkehrsbetriebe der Stadt St. Gallen verbinden Winkeln mit dem Stadtzentrum. Der Regiobus fährt zwischen St. Gallen und Gossau sowie zwischen Herisau und Abtwil durch Winkeln; im Quartier gibt es mehrere Haltestellen. Ein Umschlagterminal für den kombinierten Verkehr wird von Giezendanner Transport betrieben.
Winkeln verfügt über die Primarschule Hof-Kreuzbühl mit den beiden Schulhäusern Hof und Kreuzbühl und 6 dazu gehörenden Kindergärten. 2022 wurden dort ca. 420 Schülerinnen und Schüler unterrichtet. Winkeln verfügt über keine weiterführenden Schulen, und für die Oberstufenklassen müssen Schulen in den Nachbarquartieren Bruggen oder Lachen besucht werden. 
Auf dem Breitfeld, das nördlich der Autobahn A1 liegt, befindet sich die Schiessanlage Breitfeld der nahen Kaserne Neuchlen der Schweizer Armee.
Ebenfalls auf dem Gebiet von Winkeln selbst liegt ein Prüfzentrum des Kantonalen Strassenverkehrs- und Schifffahrtsamtes.

## Bauwerke und Anlagen
Mehrere bekannte Bauwerke befinden sich in Winkeln:

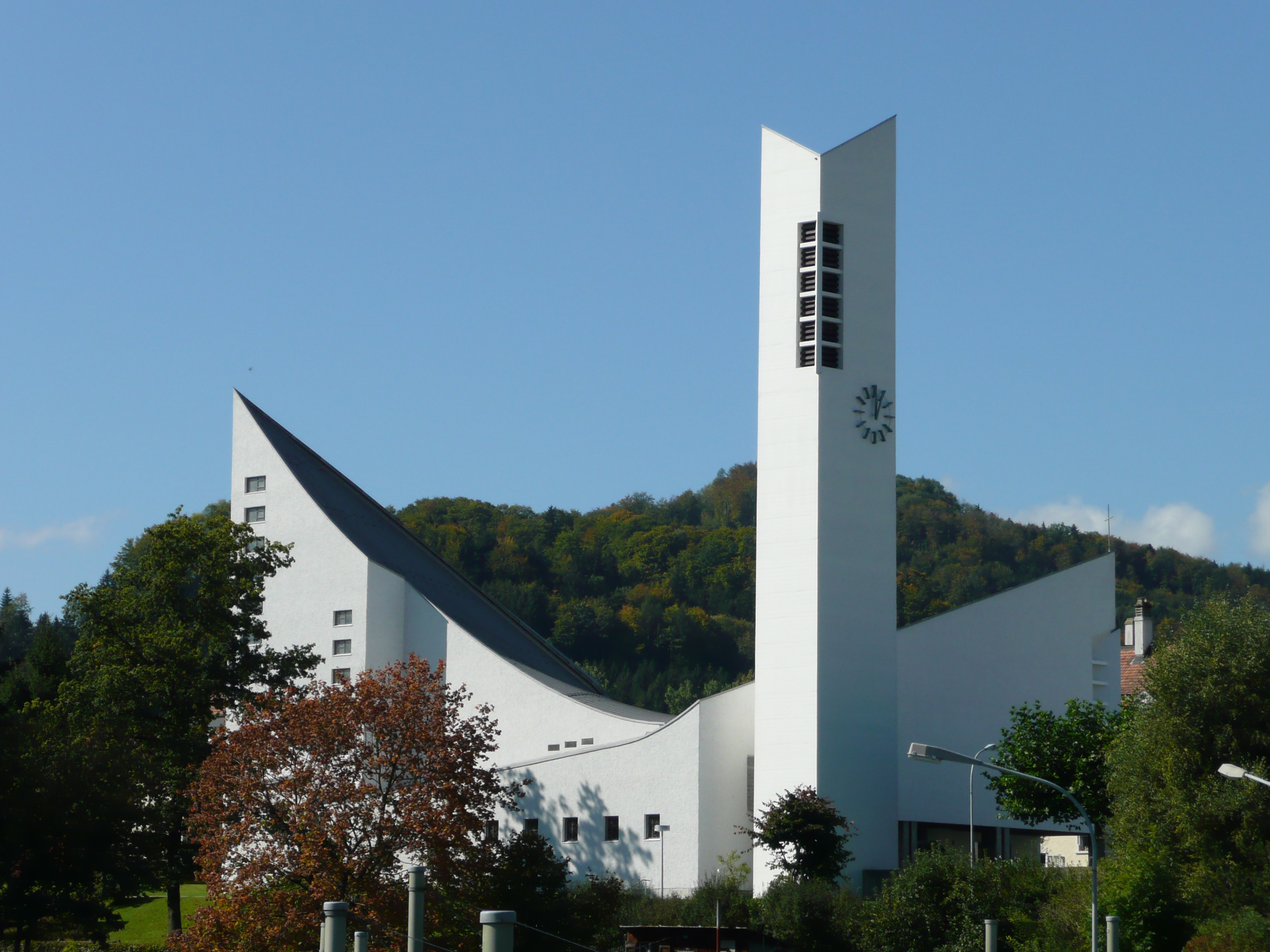
Bruder-Klaus-Kirche Winkeln

- Das 2008 neugebaute Fussballstadion Kybunpark mit der Shopping Arena, Heimstadion des FC St. Gallen.
- Die Bildkapelle St. Gallen wurde 1666 errichtet und ist damit eines der ältesten noch bestehenden Gotteshäuser in St. Gallen
- Die Bruder-Klaus-Kirche Winkeln, 1959 fertiggestellt, wurde wegen ihrer besonderen Architektur unter Bundesschutz gestellt.
- Die Gebäude der alten Papiermühle an der Kräzernstrasse erinnern an die vielen Mühlen, die hier einst am Chräzerenbach die Wasserkraft genutzt haben.
- Der heutige Truppenübungsplatz Breitfeld war zu Zeiten der Flugpioniere ein bedeutender Flugplatz. Mehrere Strassen in Altwinkeln tragen die Namen bekannter Pioniere, darunter Otto Lilienthal, Louis Blériot, Walter Mittelholzer und Robert Gsell. Mittelholzer und Gsell lebten auch in St. Gallen.
- Im Gründenmoos findet jährlich der CSIO St. Gallen statt, die bedeutendste Reitsportveranstaltung in der Schweiz

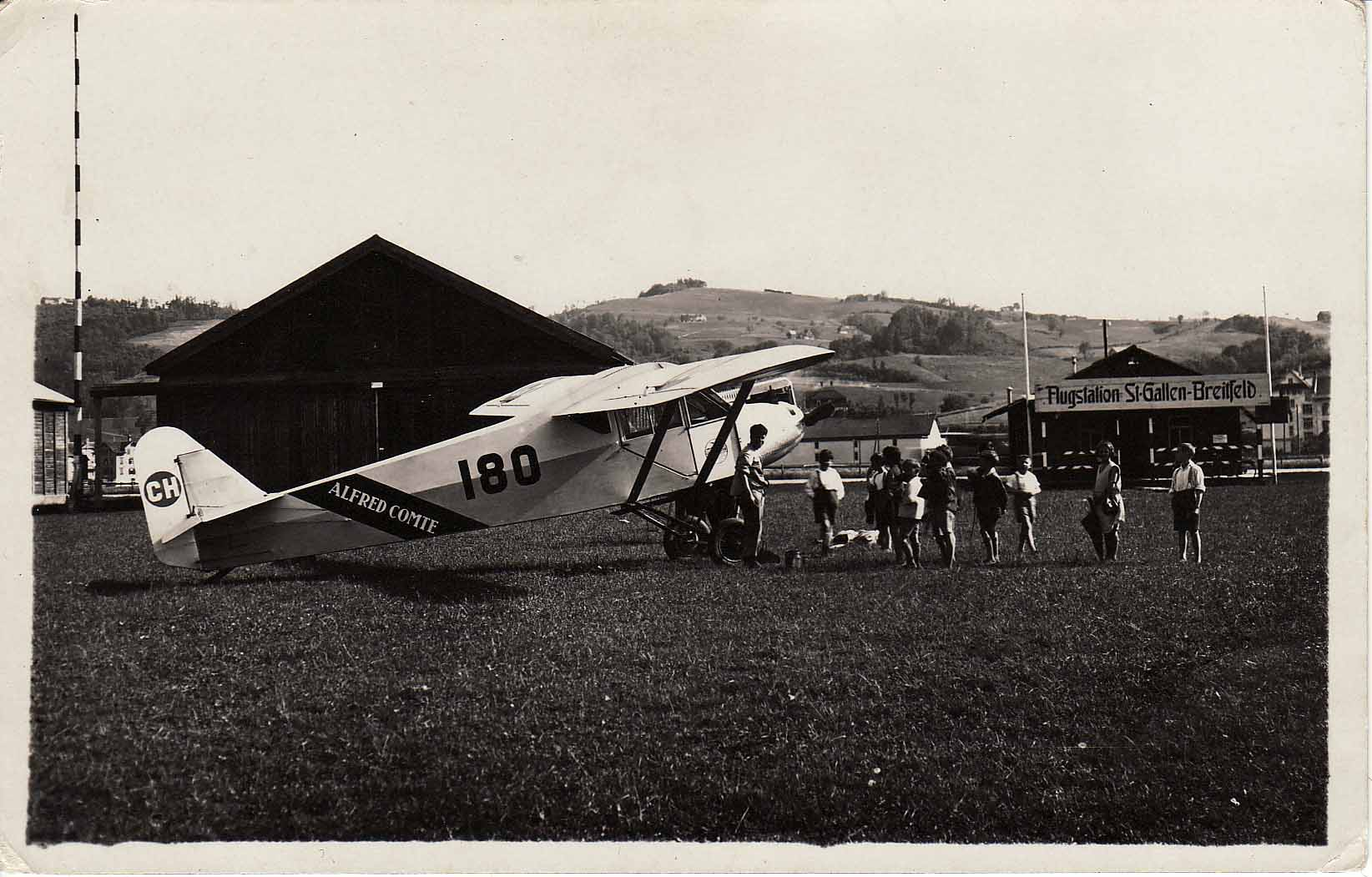
Flugplatz Breitfeld, ca. 1925–1930, Blick nach Süden.